# Pingasa pauciflavata
Pingasa pauciflavata là một loài bướm đêm trong họ Geometridae.